# Jönköpings Roddsällskap

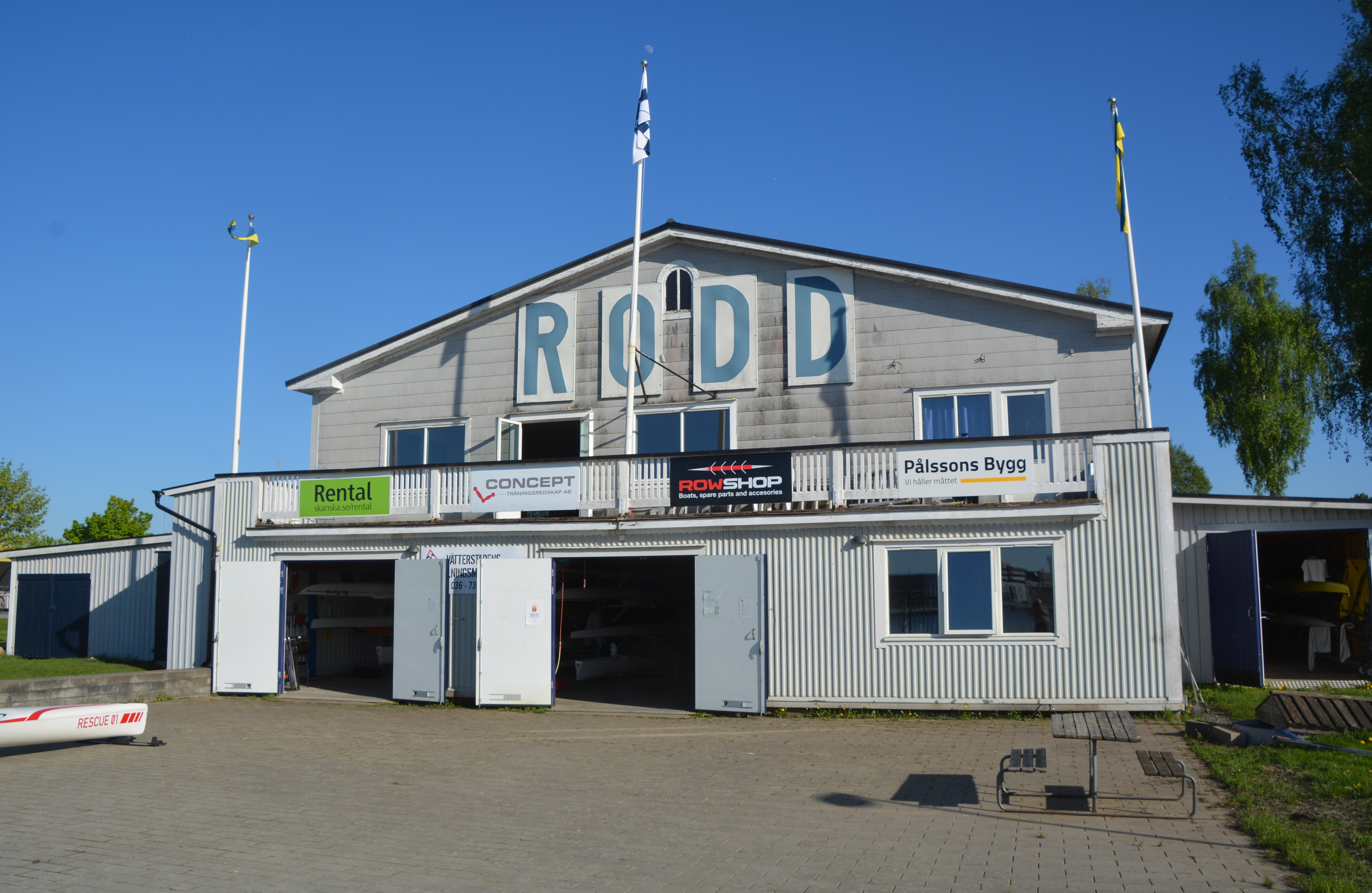
Jönköpings Roddsällskaps klubbhus, fasaden mot Munksjön

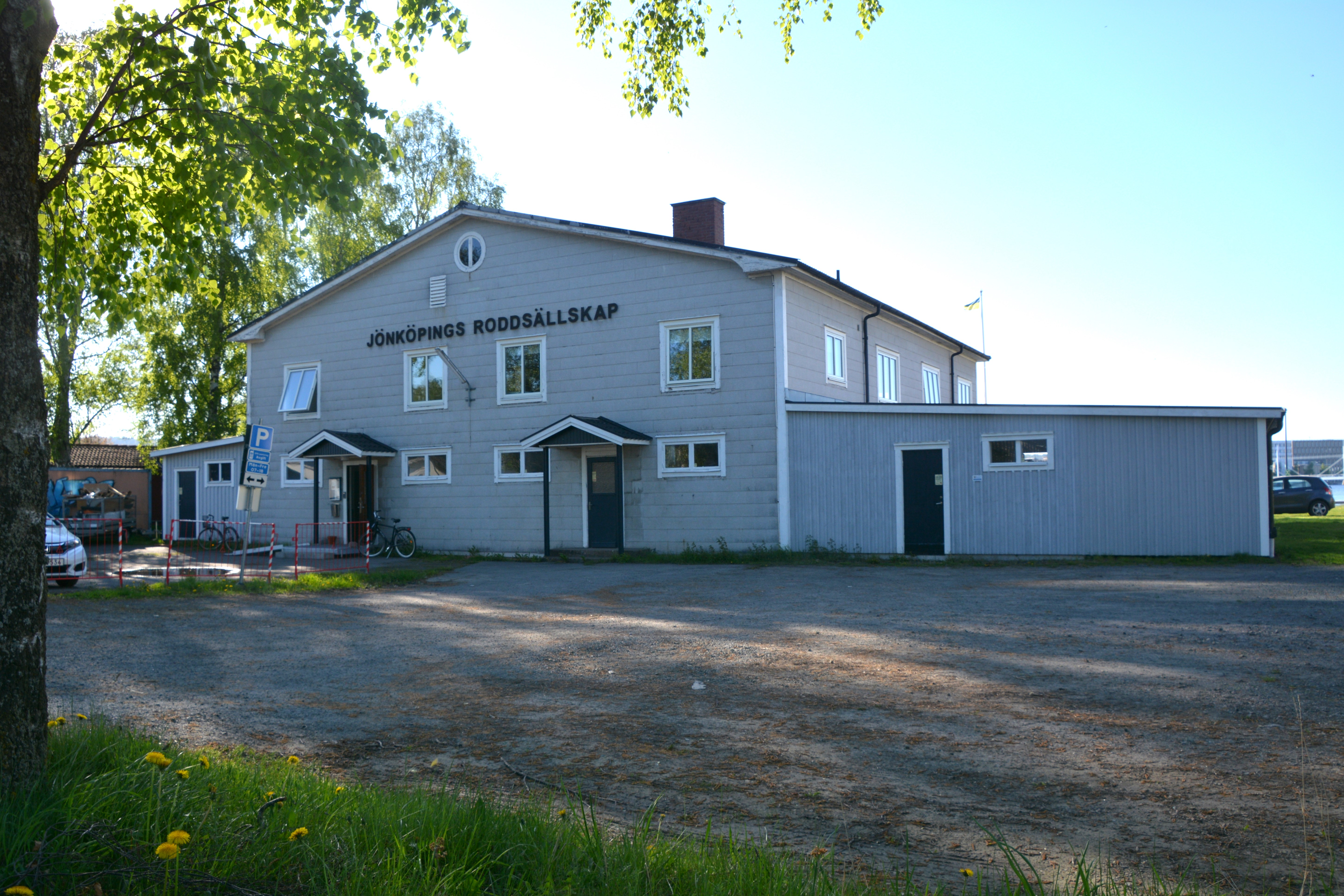
Jönköpings Roddsällskaps klubbhus, huvudfasaden

Jönköpings Roddsällskap är en roddförening i Jönköping. Under sin långa historia har flera andra idrotter funnits på programmet och ett antal andra föreningar har haft sitt ursprung i Jönköpings Roddsällskap, innan de blev självständiga idrottsföreningar.
Föreningen bildades den 19 januari 1884, vilket gör den till Smålands äldsta idrottsförening. Den har sedan grundandet haft sin hemvist och båthus vid Munksjön, vilken även varit tävlingsarena för rodd- och kanottävlingar. Det största arrangemang som anordnats på Munksjön var Junior-VM i rodd 1984 med 1 200 aktiva från fler än 30 länder.
Kända medlemmar har varit postmästaren Olsson, som var med och bildade föreningen, hattmakaren Ove Lostad, som blev nordisk mästare 1946, och Bo Ekros i slutet av 1990-talet.